# Спорель, Хасан Камиль
Хасан Камиль Спорель (тур. Hasan Kâmil Sporel; 1894, Стамбул, Османская империя — 27 апреля 1969, Стамбул, Турция) — турецкий футболист, игравший на позиции защитника.

## Клубная карьера
Хасан Камиль Спорель с 1911 года и до завершения своей карьеры в 1934 году играл за один клуб, «Фенербахче». Спорель стал первым кто забил «Галатасараю» в дерби с «Фенербахче». Впоследствии Спорель получал образование в США, а в 1960—1961 занимал должность президента «Фенербахче».
У Хасана Камиля был младший брат Зеки Рыза Спорель, игравший вместе с братом в первом официальном матче сборной Турции по футболу и также бывший президентом «Фенербахче» (в 1955—1957 годах).

## Карьера в сборной
26 октября 1923 года Хасна Камиль Спорель играл в первом официальном матче сборной Турции, которым являлась домашняя товарищеская игра против сборной Румынии. Спорель играл роль капитана команды в этой встрече, став тем самым первым капитаном сборной Турции по футболу в её истории.

## Статистика выступлений

### В сборной
| Матчи и голы Хасана Камиля Спореля за сборную Турции | Матчи и голы Хасана Камиля Спореля за сборную Турции | Матчи и голы Хасана Камиля Спореля за сборную Турции | Матчи и голы Хасана Камиля Спореля за сборную Турции | Матчи и голы Хасана Камиля Спореля за сборную Турции | Матчи и голы Хасана Камиля Спореля за сборную Турции | Матчи и голы Хасана Камиля Спореля за сборную Турции |
| №                                                    | Дата                                                 | Место проведения                                     | Соперник                                             | Счёт                                                 | Голы                                                 | Соревнование                                         |
| ---------------------------------------------------- | ---------------------------------------------------- | ---------------------------------------------------- | ---------------------------------------------------- | ---------------------------------------------------- | ---------------------------------------------------- | ---------------------------------------------------- |
| 1                                                    | 26 октября 1923                                      | Таксим, Стамбул                                      | Румыния                                              | 2:2                                                  | —                                                    | Товарищеский матч                                    |

Итого: 1 матч / 0 голов; eu-football.info.